# Hyposmocoma petroscia
Hyposmocoma petroscia là một loài bướm đêm thuộc họ Cosmopterigidae. Nó là loài đặc hữu của Oahu. Loài địa phương ở núi Koolau.